# Jonathan Edwards (teologo)
Jonathan Edwards (East Windsor, 5 ottobre 1703 – Princeton, 22 marzo 1758) è stato un filosofo, teologo calvinista e pastore evangelico statunitense.

## Biografia
Dopo un'infanzia dove manifesta straordinarie qualità intellettuali (a tredici anni aveva una buona conoscenza di latino, greco ed ebraico e scriveva saggi di filosofia) entra all'Università Yale nel 1716. Durante quel periodo sviluppa un interesse ed un apprezzamento sempre più forte per la persona e l'opera di Cristo, approfondendo il messaggio biblico sulla redenzione e la salvezza. Svolge per breve tempo ministero pastorale a New York, ma viene ben presto chiamato ad insegnare nella stessa Università Yale.
Nel 1724 diventa pastore della chiesa di Northampton nel Massachusetts, collega di suo nonno (pure pastore), fino alla morte di quest'ultimo nel 1729. Sotto l'influenza della potente predicazione dell'Edwards, nel 1734-1735 avviene nel New England quello che sarà ricordato come il grande risveglio della fede evangelica, come pure un risveglio ancora più esteso nel 1740-1741. Edwards diventa amico del pure noto predicatore George Whitefield che allora svolgeva in America un ministero itinerante di predicazione.
Dopo molti disaccordi con famiglie prominenti della comunità evangelica in cui serviva, e prolungate controversie sulla questione dell'ammissione alla Santa Cena di persone non convertite, è licenziato dal suo posto di pastore nel 1750 (sebbene continuasse curiosamente a predicare in attesa che si trovasse un sostituto adatto). Diventa poi, nel 1751 pastore della chiesa della città di frontiera di Stockbridge e missionario cristiano fra i nativi d'America.
Viene eletto presidente dell'appena fondata Università di Princeton nel 1757, ma era riluttante ad accettare questa carica a causa del suo desiderio di continuare a scrivere. Finalmente, cedendo alle pressioni, accoglie l'incarico nel 1758. Un mese più tardi muore per l'effetto di un'iniezione contro il vaiolo.

## Caratteristiche del suo pensiero
Edwards si poneva in modo convinto nella tradizione del Calvinismo del New England e dei teologi di Westminster. Gli sforzi posteriori tesi a dimostrare che egli se ne fosse allontanato non sono convincenti. L'influenza sul suo pensiero di John Locke è limitata alla sua antropologia ed è chiara nella sua opera: The freedom of the will (il libero arbitrio, o, letteralmente, la libertà del volere). Per il suo impegno a sostenere la dottrina della salvezza per grazia mediante la fede, egli era turbato per quelli che considerava un pericoloso sviluppo della teologia delle chiese del New England sulla linea dell'Arminianesimo, del Socinianesimo e per gli eccessi del risveglio. Questo lo porta a scrivere sul libero arbitrio in prospettiva calvinista e sull'emozionalismo religioso nell'opera I sentimenti religiosi.
Come in Agostino, in Edwards un alto spirito intellettuale e speculativo si unisce ad un'intensa spiritualità cristocentrica. La stessa mente che sviluppava la rigorosa logica dei suoi saggi filosofici lo portava a "abbandonarsi completamente e a tutto investire con l'intera anima nel Signore Gesù Cristo, a confidare in Lui ed a consacrare me stesso a Lui". Edwards non conosce la separazione fra "testa" e "cuore" che spesso affligge le chiese cristiane.
L'influenza di Edwards è stata e rimane molto vasta. Alcuni fra i suoi successori in America, pur facendo appello ad Edwards, sviluppano la cosiddetta teologia del New England, in una direzione che certamente egli avrebbe disapprovato.
Edwards aveva un vasto giro di corrispondenti che compensavano, in qualche modo, il suo isolamento culturale. I suoi scritti influenzano grandemente, fra gli altri, Thomas Chalmers, Andrew Fuller e Robert Hall.